# Birmingham Combination
Birmingham Combination var en engelsk fotbollsliga för lag i Birmingham med omnejd, den var aktiv mellan 1892 och 1954.

## Historia
Ligan bildades 1892, tre år efter Birmingham & District League, för att ta hand om de klubbar som hade "junior" medlemskap i Birmingham County Football Association, och kallades därför först Birmingham & District Junior League.  De åtta klubbar som var med och grundade ligan var Aston St James, Bournbrook, Bournville, Ellen Street Victoria, Hamstead, Kings Heath Albion, Park Mills och Soho Villa.  
1908 hade ligan status och upptagningsområde ökat betydligt och man bytte namn till Birmingham Combination. I början agerade Combination som en matarliga till Birmingham & District League men på 1930-talet hade den fått högre status och betraktades som starkare av de två ligorna. 1952 föreslog Birmingham & District League, som nu återtagit sin status som den ledande ligan i området, en sammanslagning av de två ligorna. När Combination avvisade förslaget hoppade flera av Combinations topplag av till den konkurrerande ligan. Den nu åderlåtna Combination försökte då återuppliva förslaget om en sammanslagning men den avvisades och när alla utom en av de återstående klubbarna gick över till Birmingham & District League 1954, togs den utan problem över av densamma.

## Mästare
| Säsong      | Mästare                                       |
| ----------- | --------------------------------------------- |
| 1892-93     | Soho Villa                                    |
| 1893-94     | Coombs Wood                                   |
| 1894-95     | Lozells                                       |
| 1895-96     | Bournbrook                                    |
| 1896-97     | Bournbrook                                    |
| 1897-98     | Bournville Athletic                           |
| 1898-99     | Bournville Athletic                           |
| 1899-00     | Bournville Athletic                           |
| 1900-01     | Bournville Athletic                           |
| 1901-02     | Bournville Athletic                           |
| 1902-03     | Bournville Athletic                           |
| 1903-04     | Foleshill Great Heath                         |
| 1904-05     | Coombs Wood Tube Works                        |
| 1905-06     | Coombs Wood Tube Works                        |
| 1906-07     | Nuneaton Town                                 |
| 1907-08     | Darlaston Town                                |
| 1908-09     | Willenhall Pickwick                           |
| 1909-10     | Hednesford Town                               |
| 1910-11     | Darlaston Town                                |
| 1911-12     | Cradley Heath St Lukes                        |
| 1912-13     | Stafford Rangers                              |
| 1913-14     | Redditch                                      |
| 1914-15     | Nuneaton Town                                 |
| 1915 - 1919 | ingen tävling på grund av första världskriget |
| 1919-20     | Cradley Heath St Lukes                        |
| 1920-21     | Cannock Town                                  |
| 1921-22     | Cradley Heath St Lukes                        |

| Säsong      | Mästare                                      |
| ----------- | -------------------------------------------- |
| 1922-23     | Oakengates Town                              |
| 1923-24     | Hinckley United                              |
| 1924-25     | Bloxwich Strollers                           |
| 1925-26     | Leamington Town                              |
| 1926-27     | Hinckley United                              |
| 1927-28     | Walsall Reserves                             |
| 1928-29     | Nuneaton Town                                |
| 1929-30     | Market Harborough Town                       |
| 1930-31     | Nuneaton Town                                |
| 1931-32     | Birmingham "A"                               |
| 1932-33     | Redditch                                     |
| 1933-34     | Dudley Town                                  |
| 1934-35     | Wolverhampton Wanderers "A"                  |
| 1935-36     | Aston Villa "A"                              |
| 1936-37     | Walsall Reserves                             |
| 1937-38     | Darlaston Town                               |
| 1938-39     | Aston Villa "A"                              |
| 1939 - 1945 | ingen tävling på grund av Andra världskriget |
| 1945-46     | Darlaston Town                               |
| 1946-47     | Bromsgrove Rovers                            |
| 1947-48     | Atherstone Town                              |
| 1948-49     | Bedworth Town                                |
| 1949-50     | Bedworth Town                                |
| 1950-51     | Hednesford Town                              |
| 1951-52     | Stourbridge                                  |
| 1952-53     | Redditch                                     |
| 1953-54     | Rugby Town                                   |